# Một vành đai, Một con đường

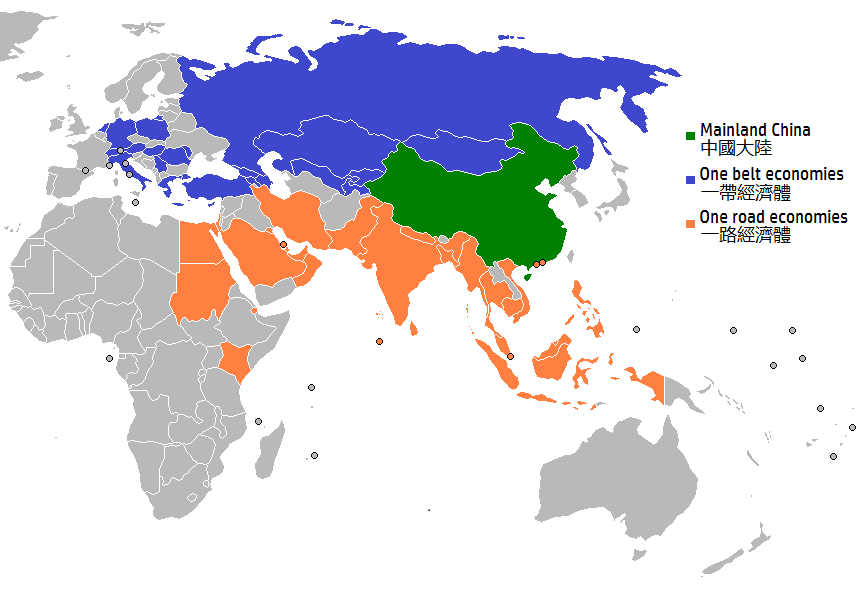

Một vành đai, Một con đường (tiếng Trung: 一带 一路; bính âm: Yídài yílù; Hán-Việt: Nhất đái, nhất lộ), còn được gọi là Sáng kiến Vành đai và Con đường (Belt and Road Initiative) tên chính thức là Sáng kiến Vành đai Kinh tế Con đường Tơ lụa và Con đường Tơ lụa trên biển của thế kỷ 21   là một khuôn khổ cho tổ chức phát triển kinh tế đa quốc gia của Trung Quốc thông qua hai kế hoạch thành phần, trên đất liền "Vành đai Kinh tế Con đường tơ lụa và Đường hàng hải" Con đường tơ lụa trên biển. Sáng kiến này được công bố bởi Chủ tịch Trung Quốc Tập Cận Bình từ tháng 9/2013 trong chuyến thăm Kazakhstan. Thủ tướng Lý Khắc Cường kêu gọi đẩy nhanh việc xây dựng đường vành đai và trong các báo cáo công việc của chính phủ.

## Tiến trình
- Tại Hội nghị thượng đỉnh Bắc Kinh của diễn đàn Vành đai và Con đường từ ngày 12 - ngày 14 tháng 5 năm 2017 về dự án cơ sở hạ tầng liên lục địa "Một vành đai, Một con đường" có đại diện từ 100 quốc gia, trong đó có 29 nguyên thủ quốc gia tham dự. Chủ tịch Trung Quốc Tập Cận Bình nói sẽ dành vào khoảng 124 tỷ USD cho dự án.[2][3] Tuy nhiên, có 6 nước châu Âu gồm: Đức, Pháp, Anh, Hy Lạp, Bồ Đào Nha và Estonia từ chối ký kết vào bản thông cáo chung công bố ngày 15-5 khi Hội nghị bàn tròn kết thúc. Các nước châu Âu từ chối đặt bút ký do văn bản này không quan tâm đúng mức đến "các chuẩn mực về môi trường, về các tiêu chuẩn xã hội, không bảo đảm tính minh bạch mỗi khi các cơ quan nhà nước gọi thầu". Đây là những chuẩn mực mà Liên minh châu Âu (EU) luôn đòi hỏi trong hợp tác với Trung Quốc trong thời gian qua và do Trung Quốc không thực sự mở cửa thị trường nội địa của mình. Sự phản ứng trên được cho là bắt nguồn từ bộ trưởng kinh tế và năng lượng của Đức, bà Brigitte Zypries.[4] Sáng kiến "Vành đai và Con đường" như một cách "ngầm hồi sinh" con đường tơ lụa và con đường tơ lụa trên biển cổ xưa của Trung Quốc

## Chỉ trích
Hoa Kỳ và các đồng minh của họ trong khu vực châu Á - Thái Bình Dương, chủ yếu là Ấn Độ và Nhật Bản, lo ngại rằng sáng kiến này của Trung Quốc có thể sẽ làm cho các nền kinh tế của các nước trong khu vực gặp nhiều bất lợi. Phát biểu tại Trung tâm nghiên cứu chiến lược và quốc tế ở Washington ngày 18.10.2017, ông Rex Tillerson, Ngoại trưởng Mỹ, cảnh báo rằng khu vực châu Á - Thái Bình Dương sẽ sớm trở thành "những con mồi béo bở" của Trung Quốc. Ông cho rằng: "Thông qua sáng kiến này, Trung Quốc sẽ dễ dàng biến các quốc gia ở châu Á - Thái Bình Dương trở thành những con nợ lớn của họ." 